# HMAV Bounty
HMAV Bounty eller Her Majesty's Armed Vessel Bounty var et engelsk krigsskib, der blev mest kendt for sin ekspedition til Stillehavet. På denne ekspedition blev der begået mytteri – i populærhistorien kendt som "mytteriet på Bounty" – mod skibets kaptajn William Bligh. Mytteristerne endte med at sejle til Pitcairn, hvor de satte ild til skibet. Rester af skibet kan derfor stadig findes i Bounty Bay, Pitcairn.
Kaptajnen William Bligh blev sat i en mindre båd, med ganske få forsyninger, men det lykkedes ham trods dette at manøvrere til en havn med vestlig handelsstation (Coupang), og derfra komme videre hjem til London, England. 

## Eksterne links
- Officiel hjemmeside for kopien Bounty III i Hong Kong
- Komplet officiel logbog for HMAV Bounty Arkiveret 30. maj 2016 hos  Wayback Machine

25°04′07″S 130°05′43″V / 25.0686°S 130.0953°V